# وادی عصیمه
وادی عصیمه یک منطقهٔ مسکونی در امارات متحده عربی است که در رأس‌الخیمه واقع شده‌است. وادی عصیمه ۴۰۱ متر بالاتر از سطح دریا واقع شده‌است.